# İctimai Televiziya və Radio Yayımları Şirkəti
İctimai Televiziya və Radio Yayımları Şirkəti, eller İTV, er en public service tv-station i Aserbajdsjan. Stationen blev medlem af EBU den 5. juli 2007. 
İTV er en af de få stationer EBU som ikke er ejet af staten. den anden Aserbajdsjanske station AzTV, forsøgte før ITV at blive medlem af EBU, men blev ikke medlem pga. at stationen havde nære bånd til regeringen.
Stationen deltager i Eurovision Song Contest. Aserbajdsjan blev den sidste deltager fra Kaukasus i det europæiske melodi grand prix og deltog første gang i 2008. Som følge af Aserbajdsjans sejr i Eurovision Song Contest 2011, afholdt İTV konkurrencen i  2012.

## External links
- Official website (Azeri)

| Anime eller manga | Spire Denne artikel om medie og kommunikation er en spire som bør udbygges. Du er velkommen til at hjælpe Wikipedia ved at udvide den. |

| Aserbajdsjan | Spire Denne artikel om et firma eller en virksomhed i Aserbajdsjan er en spire som bør udbygges. Du er velkommen til at hjælpe Wikipedia ved at udvide den. |